# Trabzon-Museum
Das Trabzon-Museum, türkisch Trabzon Müzesi, auch Kostaki Konağı („Kostaki-Residenz“), ist ein Haus in Trabzon in der Türkei, das heute als archäologisches und ethnografisches Museum genutzt wird.

## Geschichte
Das Haus wurde Anfang der 1900er Jahre als private Residenz von Kostaki Teophylaktos erbaut, einem Bankier griechischer Herkunft. Der Architekt war italienischer Herkunft war und viele Materialien, die zum Bau des Gebäudes verwendet wurden, kamen aus Italien. Sein Name ist unbekannt.
Als Teophylaktos, der seit 1916 Bürgermeister Trabzons war, im Jahre 1917 bankrott war, konfiszierte der osmanische Staat sein Vermögen einschließlich der Villa. Das Gebäude wurde an die Nemlioğlu-Familie übergeben.
Während des Türkischen Befreiungskrieges 1919–1923 wurde die Villa Kostaki als Hauptquartier des Militärs in der Region genutzt. 1924 wurde es für den ersten Besuch des türkischen Staatsgründers Mustafa Kemal Atatürk in Trapezunt umgebaut. Zwischen dem 15. und 17. September blieben Mustafa Kemal und seine Ehefrau Latife in der Villa. 1927 wurde das Gebäude von Gouverneur von Trapezunt Ali Galip Bey verstaatlicht und diente bis 1931 als Haus des Gouverneurs. Zwischen 1931 und 1937 wurde es als Büro des Inspektors genutzt. Die Villa Kostaki wurde 1937 vom Erziehungsministerium übernommen und von da an für 50 Jahre als berufliche Oberschule für Mädchen genutzt. Schließlich wurde das Gebäude im Jahre 1987 an das Kultur- und Fremdenverkehrsministerium übergeben, um es in ein Museum umzuwandeln.

## Museum
Die Villa Kostaki wurde in den Jahren 1988 bis 2001 restauriert. Am 22. April 2001 wurde sie für die Öffentlichkeit als Trabzon-Museum eröffnet. Insgesamt 3.561 Gegenstände sind im Inventar des Museums. Das Gebäude hat einen Keller und drei Stockwerke. Der Keller umfasst archäologische Werke, während der erste Stock die Abteilung für ethnografische Sammlungen beinhaltet. Im Erdgeschoss werden Gegenstände, die zur Architektur und zur Geschichte der Villa gehören, ausgestellt. Das Dachgeschoss ist der Verwaltung vorbehalten.
In der archäologischen Abteilung werden alte Münzen sowie Fundstücke aus Marmor, Basalt, Keramik, Metall und Glas gezeigt von der Bronzezeit bis in die byzantinische Zeit.
Das Erdgeschoss zeigt die Architektur und die Geschichte des Gebäudes in chronologischer Reihenfolge. Die Wände aller Räume sind mit handgeschnitzten Ornamenten im barocken Stil dekoriert.
In der ethnografischen Abteilung werden Gegenstände ausgestellt, die charakteristisch für die Region sind. Auch sind moslemische Werke und Gegenstände aus der osmanischen Periode (1299–1923) in der Ausstellung anzufinden.